# Th102
Th102 – parowóz towarowy wirtemberskiej serii Fc produkowany w latach 1890–1909. 

## Historia
Począwszy od 1885 roku fabryka Staatsbahnwerkstätte Esslingen produkowała dla Królewskich Państwowych Kolei Wirtemberskich serię parowozów towarowych. Wyprodukowano 125 parowozów dla kolei wirtemberskich. 65 lokomotyw saksońskich zostało następnie przejętych przez koleje niemieckie DRG, gdzie otrzymały oznaczenie serii (Br) 53 (numery od 53 801 do 53 865).